# Anguillosporella coryli
Anguillosporella coryli är en svampart som först beskrevs av Redhead & G.P. White, och fick sitt nu gällande namn av U. Braun 1995. Anguillosporella coryli ingår i släktet Anguillosporella och familjen Mycosphaerellaceae.   Inga underarter finns listade i Catalogue of Life.